# P.K. Subban

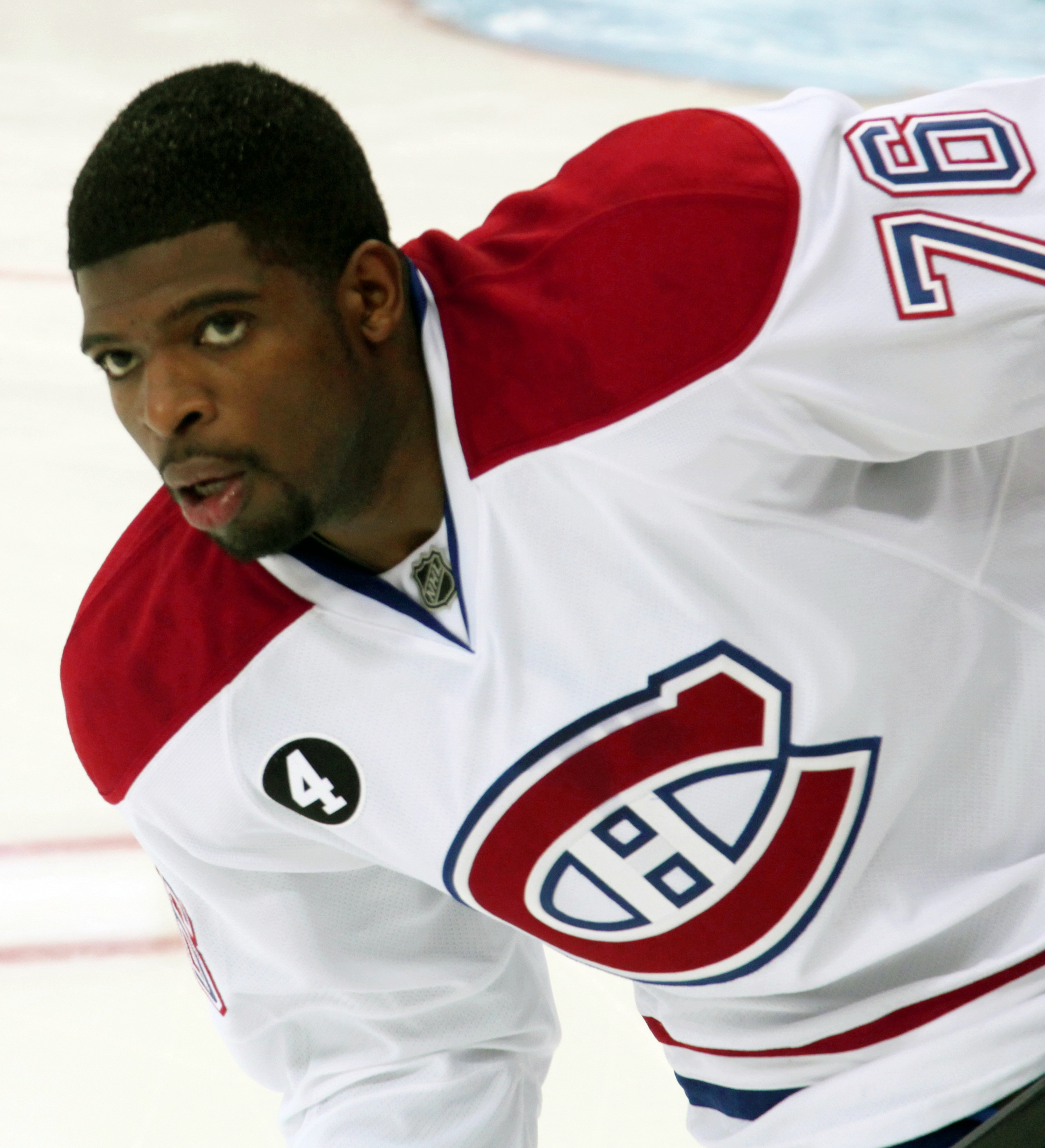
P.K. Subban

Pernell Karl Subban (geboren in Toronto) is een voormalig Canadese ijshockeyer uit de National Hockey League. Hij speelde in zijn carrière voor Montreal, Nashville en New Jersey. Hij wordt in de pers nooit Pernell Karl genoemd maar altijd P.K. Op 2 augustus 2014 hebben de Montreal Canadiens en PK Subban een nieuw 8-jarig contract gesloten tot en met het seizoen 2021-2022, wat dus eerder werd verbroken door een spelersruil met Nashville.
Subban begon zijn carrière in 2007 voor de Montreal Canadiens. Tot begin 2016 heeft hij altijd voor deze club gespeeld. In 2013 won hij de James Norris Memorial Trophy, de prijs voor beste verdediger van het jaar. Tussen 2016 en 2019 speelde hij voor de Predators. Zijn laatste 3 jaar speelde hij na een spelersruil tijdens de draft voor de New Jersey Devils. In 2022 hing hij de schaatsen aan de wilgen na een carrière van 13 jaar. In zijn slotseizoen won hij na meerdere keren al genomineerd te zijn geweest de King Clancy Memorial Trophy.

## Jeugd
Subban is geboren in Canada en groeide daar ook op. Hij is een opvallende verschijning op het ijs vanwege zijn huidskleur; er zijn immers weinig zwarte ijshockeyers. Zijn beide ouders komen dan ook uit de Caraïben, zijn vader kwam vanuit Jamaica naar Canada, zijn moeder vanuit Montserrat.
P.K. Subban heeft 2 broertjes en 2 zusjes. Alle jongens in het gezin speelden ijshockey in hun jeugd en PK's beide broers zijn inmiddels ook gedraft door NHL teams.

## Speelstijl
P.K. Subban wordt gezien als een spijkerharde verdediger die een van de hardste bodychecks in de NHL uitdeelt. Ondanks dat dit soms resulteert in blessures bij de tegenstander krijgt Subban zelden strafminuten voor zijn checks. Zijn verdedigende acties worden over het algemeen beschouwd als hard maar reglementair.
Subban scoort opvallend vaak voor een verdediger. Dit komt vooral door de wijze waarop hij mee naar voren gaat tijdens powerplays. Hij wacht bij de blauwe lijn op een pass naar achteren om vervolgens uit te halen op doel. Deze speelstijl bleek zo effectief dat Subban in 2013 de meest scorende verdediger van de NHL werd (gedeeld met Kris Letang). Dat jaar won hij ook de James Norris Memorial Trophy voor beste verdediger.

## Prijzen
Subban was lid van het Canadese ijshockeyteam dat in Sochi goud won op de Olympische Winterspelen in 2014. Hij speelde echter geen grote rol van betekenis en kwam slechts 1 wedstrijd in actie. In 2008 en 2009 won hij goud voor Canada op het WK IJshockey voor spelers onder 20 jaar.
Individuele prijzen die Subban gewonnen heeft zijn: OHL First All-Star Team, AHL All Rookie Team, AHL President's Award, NHL All Rookie Team, de eerder genoemde James Norris Memorial Trophy, King Clancy Memorial Trophy en NHL First All-Star Team.

## Wetenswaardigheden
- 'PK Subban' is een Zweedse afkorting voor 'Politiek Correcte Trut'. Omdat ijshockey ook in Zweden erg populair is wordt er regelmatig de spot gedreven met Subban's achternaam en initialen.
- Een vleugel van het Montreal kinderziekenhuis is vernoemd naar PK Subban nadat hij het ziekenhuis een donatie gaf van 10 miljoen dollar.
- PK Subban had tussen 2018 en 2020 een relatie en was verloofd met de Amerikaanse Olympisch kampioen alpineskiën Lindsey Vonn.